# Leptodontium repens
Leptodontium repens là một loài rêu trong họ Pottiaceae. Loài này được (Müll. Hal.) Kindb. mô tả khoa học đầu tiên năm 1891.